# Kohgeluyeh (Verwaltungsbezirk)
Kohgeluyeh  (persisch شهرستان کهگیلویه) ist ein Schahrestan in der Provinz Kohgiluye und Boyer Ahmad im Iran. Er enthält die Stadt Dehdascht, welche die Hauptstadt des Verwaltungsbezirks ist.

## Demografie
Bei der Volkszählung 2016 betrug die Einwohnerzahl des Schahrestan 131.351. Die Alphabetisierung lag bei 78 Prozent der Bevölkerung. Knapp 55 Prozent der Bevölkerung lebten in urbanen Regionen.
| Zensusjahr | Einwohnerzahl |
| ---------- | ------------- |
| 2011       | 132.328       |
| 2016       | 131.351       |